# Musée de la photographie contemporaine
Le musée de la photographie contemporaine (en anglais: Museum of Contemporary Photography) est un musée sur la photographie contemporaine situé dans le quartier de Near South Side sur Michigan Avenue à Chicago dans l'Illinois. Le musée a été fondé en 1976 par le Columbia College de Chicago. Il abrite le Midwest Photographers Project (MPP), qui contient des albums de photographes et d'artistes qui résident dans le Midwest des États-Unis.

## Collections permanentes
La collection permanente du musée de la photographie contemporaine est assez large. On y trouve un grand nombre d'œuvres sur l'Amérique, sur les résidents des États-Unis, sur la photographie du XXe siècle et aujourd'hui. La collection intègre des œuvres d'Ansel Adams, Harry Callahan, Henri Cartier-Bresson et San Damon, ces deux derniers, chose assez rare, ne sont pas américains d'origine ou encore de Julia Margaret Cameron, Walker Evans, Dorothea Lange, Irving Penn, Aaron Siskind et Victor Skrebneski parmi les 10 000 photographies. Il existe également une exposition permanente permettant de découvrir les différents types d'appareils photos, les tirages couleur, des morceaux numériques, des diaporamas et des photogrammes.